# Breitenegg (Breitenbrunn)
Breitenegg ist ein Gemeindeteil des Marktes Breitenbrunn im bayerischen Landkreis Neumarkt in der Oberpfalz.

## Geographie
Das Dorf liegt nördlich angrenzend am Gemeindesitz, im Oberpfälzer Jura auf der Jurahochfläche nördlich und westlich des Tales der Bachhaupter Laber.
Man erreicht es von Breitenbrunn aus über die Obergasse bzw. über den Schloßbergweg. Die westliche Begrenzungsstraße Breiteneggs, die Kemnather Straße, führt nach Norden zur Staatsstraße 2234.

## Geschichte
Breitenegg ist nach der Burgruine Breitenegg benannt, die sich im Südosten des Gemeindeteils auf einer ins Tal der Bachhaupter Laber vorspringenden Bergspitze befindet; hier saßen die 1247 erstmals erwähnten Herren von Breiteneck. Die kleine Reichsherrschaft Breitenegg wechselte mehrmals den Besitzer und war 1624 bis 1744 im Besitz der gräflichen Familie Tilly, zuletzt des Freiherrn von Gumppenberg. Schließlich fiel sie 1792 an den bayerischen Kurfürsten Karl Theodor. Die Burg war schon seit dem Dreißigjährigen Krieg dem Verfall preisgegeben. Am Ende des Alten Reichs, um 1800, bestand das Dorf Breitenegg aus sieben Anwesen, nämlich dem Bauern Gabler, 4 Köblern und 2 Häuslern.
Im Königreich Bayern (1806) wurde der Steuerdistrikt Kemnathen gebildet, zu dem auch das Dorf Breitenegg gehörte. Mit dem zweiten Gemeindeedikt wurde daraus 1810/20 die Ruralgemeinde und schließlich die Gemeinde Kemnathen. Mit der Gebietsreform in Bayern wurde die Gemeinde, und damit auch Breitenegg, zum 1. Januar 1978 in den Markt Breitenbrunn im Landkreis Neumarkt eingegliedert.
1925 hatte Breitenegg 49 Einwohner in zehn Wohngebäuden. 1950 waren es 64 Einwohner und elf Wohngebäude, 1987 61 in 17 Wohngebäuden. Bis 2012 war die Einwohnerzahl auf 81 angestiegen.

## Bauwerke
An der Ecke Hoffeldstraße/Breitenegger Weg steht eine Johannes-Nepomuk-Kapelle, die als Denkmal gilt. Der Satteldachbau mit Pilaster-Gliederung ist spätbarock und stammt aus der Mitte des 18. Jahrhunderts.

## Kirchliche Verhältnisse
Breitenegg gehört seit alters her zur katholischen Pfarrei Breitenbrunn im Bistum Eichstätt. 1937 wohnten hier 42 Katholiken und keine Andersgläubigen. Die evangelischen Christen, die heute in Breitenegg wohnen, gehören zur Kirchengemeinde Parsberg.